# Tokabeatz
Tokabeatz (Eigenschreibweise: tokabeatz) ist ein deutsches Musiklabel aus Chemnitz. Genre-Schwerpunkte sind House, Dance, Deep House, Schlagerhouse und Pop. Künstler sind u. a. Bastian Harper, Gestört aber geil, Stereoact sowie Jaques Raupé, Marcapasos und Steve Murano. Seit dem Erfolg mit der Single Die immer lacht von Stereoact und Kerstin Ott gehört Tokabeatz zu den erfolgreichsten Independent-Labeln in Deutschland.

## Geschichte
Im Jahr 2001 gründete Torsten Katzschner die N.K.N Research & Asset Managementgesellschaft, die Negotia Verwaltungsgesellschaft und das Plattenlabel Tokabeatz. Dort war er als Geschäftsführer und Gesellschafter tätig. 2013 veräußerte er die Gesellschaften und gliederte Tokabeatz in die Tokabeatz UG & Co. KG aus. Bis heute ist er bei dem Label Inhaber und Geschäftsführer. 2001 hatte Tokabeatz über 650 Single-Releases, sowie Alben und Compilations. Insgesamt hat Katzschner bei Tokabeatz etwa 450 Künstler unter Vertrag. Mit dem Song Die immer lacht von Kerstin Ott landete Tokabeatz als Label des Duos Stereoact einen ersten bundesweiten Chart-Erfolg. Der Remix stieg im Jahr 2016 bis auf Platz 2 der Deutschen und Österreichischen Charts. In Deutschland wurde die Single mit einer Diamantene Schallplatte ausgezeichnet und konnte sich insgesamt 17 Wochen in den Top Ten und bislang 54 Wochen in den Charts halten. Das Video auf YouTube soll mit über 216 Millionen Klicks das erfolgreichste deutschsprachige Video aller Zeiten sein. Mit seinem Label betreute Katzschner das Duo Stereoact seit Jahren. Tokabeatz kooperierte für die Musiker aus dem Erzgebirge mit Kontor Records in Hamburg. Es ist das größte deutsche Plattenlabel elektronischer Musik. Auch mit dem Erfurter DJ-Duo Gestört aber geil arbeitete Tokabeatz, bevor das Management von Kontor Records übernommen wurde. Katzschner war regelmäßig auf Musikmessen präsent, der Miami-Music-Week WMC im US-Bundesstaat Florida, dem Amsterdam Dance Event in den Niederlanden und der International Music Summit auf Ibiza.
Im Dezember 2023 ging der Song 3 Haselnüsse von Jaques Raupé und Felix Harrer auf TikTok viral und erreichte europaweit Streamingzahlen im mehrfachen Millionenbereich. Die ursprüngliche Version des Songs war bereits 2011 auf Tokabeatz erschienen. Die Single erreichte in der Weihnachtszeit 2023 den Platz 15 der deutschen Singlecharts.
Der einzige weitere Remix von 3 Haselnüsse von Bastian Harper wurde ebenfalls erfolgreich.

## Musikalische Karriere
Im Alter von 18 Jahren begann Torsten Katzschner als DJ Toka zu arbeiten. Später drehte er vor bis zu 10.000 Zuhörern an den Plattentellern. Heute tritt DJ Toka europaweit auf, unter anderem in Clubs in Oslo, Basel, Linz oder auf Ibiza. Bis zum Jahr 2007 veröffentlichte DJ Toka 25 Titel unter verschiedenen Projektnamen (Backside Artists, Murano meets Toka, Heatloverz) auf CD und Schallplatten. Auf dem Tokanation Radio Channel ist ein Großteil der Tracks von Tokabeatz und DJ Toka zu hören. Aufgrund der Nachfrage nach den Artists von Tokabeatz entstand als weiteres der Bereich Artist-Booking.

## Privatleben
Torsten Katzschner (* 26. Juni 1973 in Karl-Marx-Stadt) ist Discjockey, Produzent, Manager und Inhaber von Tokabeatz aus Chemnitz. Er besuchte die Oberschule und das Gymnasium in Chemnitz. Er studierte Betriebswirtschaftslehre, zunächst an der TU Chemnitz, später an der Hochschule in Mittweida. Torsten Katzschner ist seit 1999 verheiratet und Vater zweier Kinder.